# Svatopluk Schäfer
Svatopluk Schäfer (12. května 1921 – 15. srpna 1996) byl československý fotbalista, brankář, reprezentant Československa. Jeho syn Svatopluk byl také brankář Baníku Ostrava, kde dělal dvojku Františku Schmuckerovi.

## Sportovní kariéra
V lize nastoupil ve 100 utkáních. Za československou reprezentaci odehrál 3. 10. 1949 přátelské utkání s Polskem, které skončilo výhrou 2-0. Hrál za SK Slezská/Sokol OKD Ostrava.